# Cheiracanthium molle
Cheiracanthium molle là một loài nhện trong họ Miturgidae.
Loài này thuộc chi Cheiracanthium. Cheiracanthium molle được Ludwig Carl Christian Koch miêu tả năm 1875.